# Viviez
 Viviez  (en occitano Vivièrs) es una población y comuna francesa, situada en la región de Mediodía-Pirineos, departamento de Aveyron, en el distrito de Villefranche-de-Rouergue y cantón de Aubin.

## Demografía
| 2974 | 2650 | 2162 | 1889 | 1662 | 1502 | 1396 | 1320 | 1243 |
| Para los censos de 1962 a 1999 la población legal corresponde a la población sin duplicidades (Fuente: INSEE [Consultar]) |      |      |      |      |      |      |      |      |